# Забаба

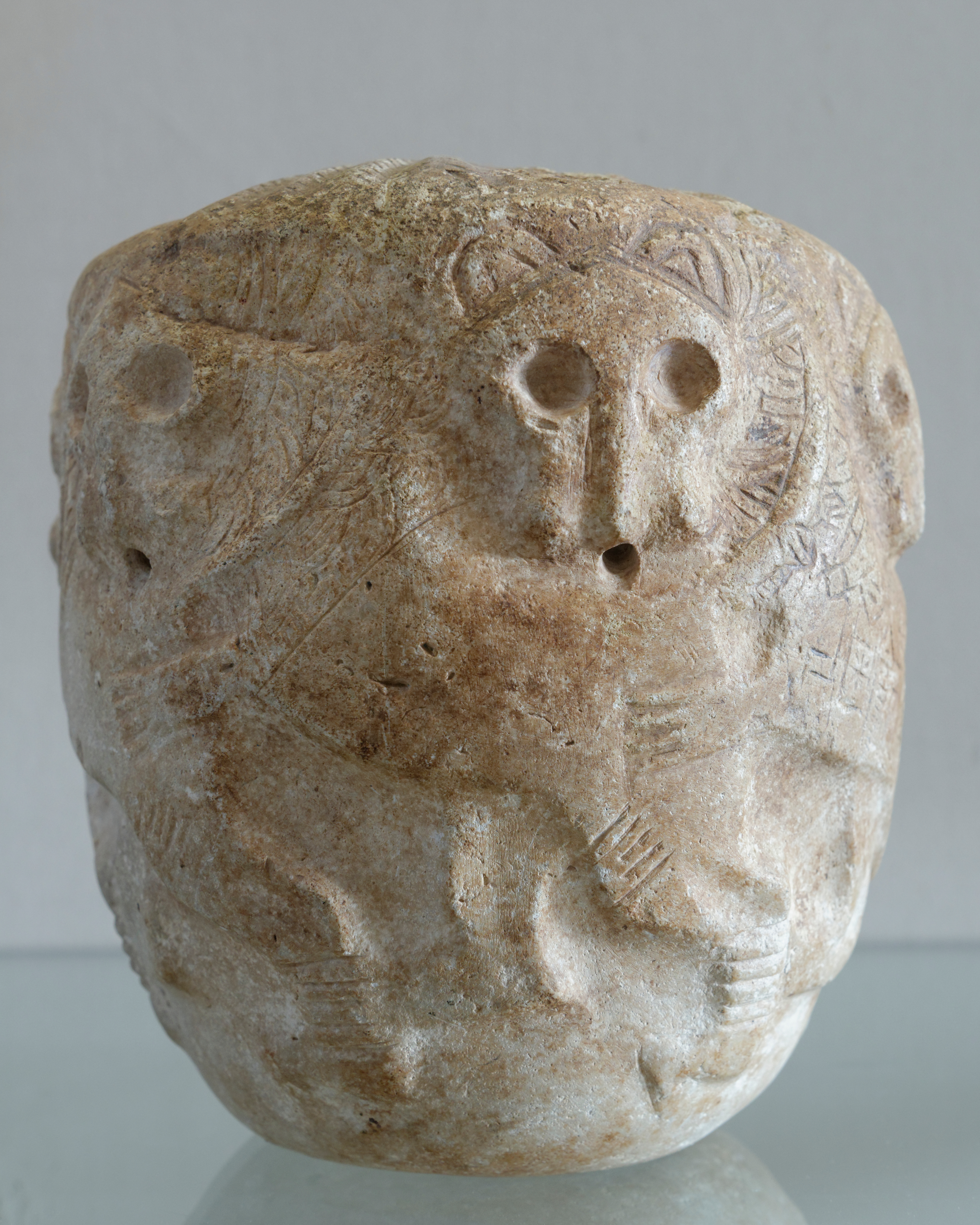
Голова булави, присвячена Нінгірсу, богу, ототожненого із Забабою, Кіш, бл. 2550 до н. е.

Забаба, Замаза — головний бог Кіша (Шумер), син Енліля, зображувався у вигляді орла. Був богом щасливої війни, богатир богів. Часто ототожнювався з Нінуртою. Головний храм в Кіші називався Епатутіла (Еметеурсаг).